# Бурлящее вино
«Бурлящее вино» (чешск.: Bourlivé víno) — чехословацкая комедия 1976 года режиссёра Вацлава Ворличека по роману Яна Козака «Святой Михал».
За создание романа писатель, а за создание фильма режиссёр удостоены званий лауреатов Государственной премии Чехословакии (1972, 1976).
Первый фильм из так называемой «Винной трилогии» режиссёра, за которым последовали фильмы «Зрелое вино» (1981) и «Молодое вино» (1986) с теми же героями из вымышленной деревни Палавице — председателе винодельческого кооператива Михале Янаке и агрономе Катержине Млчоховой.

## Сюжет
Действие фильма происходит в 1968 году, в период Пражской весны, фильм с точки зрения политики «нормализации» сатирически показывает реакционные элементы, обманутые приехавшим с Запада эмигрантом-мошенником, о победе честных кооператоров и принципов социалистического уклада жизни.

блестящий сатирический сценарий для фильма о 1968 годе «Бурлящее вино» высмеет тех, кто слепо следовал за ревизионистами, оглядывался на Запад и потакал всякого рода мошенникам.
1968 год, политические противоречия дошли и до вымышленной деревни Палавице, где Михал Янак, председатель винодельческого сельскохозяйственного кооператива противостоит планам нескольких жадных виноделов, желающих вернуться к капитализму. Они планируют расформировать кооператив и создать частные винодельни. Михал Янак  отличный винодел, думает о будущем и продолжает готовиться к посадке новых виноградников. Его оппоненты подзуживаемые старым единоличником Гоукалом, с этим не согласны — ведь это невыгодно, выручка поступит только через много лет.
В это время влачащий жалкое существование в Австрии чешский эмигрант Йожка Грдличка видит интервью с представителями винодельни по телевидению и решает посетить свою родную деревню. Новенький костюм и взятая напрокат машина — и вот нищий эмигрант заявляется в деревню и выдаёт себя за владельца крупной фирмы по экспорту и импорту вина. Уже возомнившие себя хозяевами виноградников частники очарованы мошенником, который якобы ищет невесту у себя на родине, и готовы сотрудничать с Йожеком, готовые продавать ему за бесценок поставки будущего вина с кооперативных виноградников, заманивая его своими дочерьми и вхождению в долю тайными сбережениями в иностранной валюте.
Члены кооператива, подверженные телевизионным репортажам о переменах в стране, сбиты с толку, и не знают на чью сторону стать. На помощь Михалу Янаку приходит очаровательная агроном Катержина, и выводит на чистую воду заезжего мошенника, который, однако, успевает сбежать прихватив с собой деньги, дочку и машину одного из видевшего себя будущим капиталистом Гоукала.

## В ролях
- Владимир Меншик — Михал Янак
- Божидара Турзоновова — Катержина Млчохова
- Иржи Вала — Йожка Грдличка
- Честмир Ржанда — Станислав Гоукал
- Славка Будинова — Гоукалова
- Эва Трейтнарова — Худечкова
- Ярослав Моучка — Вилем Млчоч
- Рудольф Елинек — Бретислав
- Ива Янжурова — Смейкалова
- Йозеф Глиномаз — Вильда Беран
- Витезслав Яндак — Франта Зарвел
- Франтишек Филиповский — Густав Маруштик
- Мария Брожова — тётя Грдлички
- Мила Мысликова — член кооператива
- Ян Скопечек — член кооператива
- и другие